# Sẻ Darwin
Sẻ Darwin hay còn gọi là sẻ Galápagos là một nhóm gồm 15 loài sẻ trong họ Thraupidae thuộc các loài đặc hữu sinh sống ở quần đảo Galápagos, chúng được đặt tên để vinh danh nhà bác học Charles Darwin. Sẻ Darwin chỉ sống ở những hòn đảo ngoài khơi bờ biển của lục địa Ecuador. Chim sẻ đã bắt đầu như một loài và bắt đầu tiến hóa thành các loài riêng biệt khoảng 3 đến 5 triệu năm trước.

## Lý thuyết
Trong khi nghiên cứu động vật hoang dã trên đảo Galápagos, Charles Darwin nhận thấy các loài chim sẻ khác nhau trên hòn đảo về cơ bản là giống nhau nhưng vẫn có sự khác biệt về kích thước, mỏ và móng vuốt của chúng. Điều này đã dẫn đến kết luận rằng bởi vì khoảng cách giữa các đảo, các loài đã phát triển qua thời gian với các môi trường khác nhau mà chúng đã sống. Và điều này cuối cùng đã giúp ông rút ra được thuyết tiến hóa vào năm 1858 về sự tiến hóa của chọn lọc tự nhiên. Nó đã góp phần to lớn trong lịch sử loài người về sự tiến hóa và sẻ Darwin đã được đặt theo tên của ông.

## Các loài
Những con sẻ ở hòn đảo này có thể phân loại như sau:
- Chi Geospiza
  - Geospiza conirostris
  - Geospiza difficilis

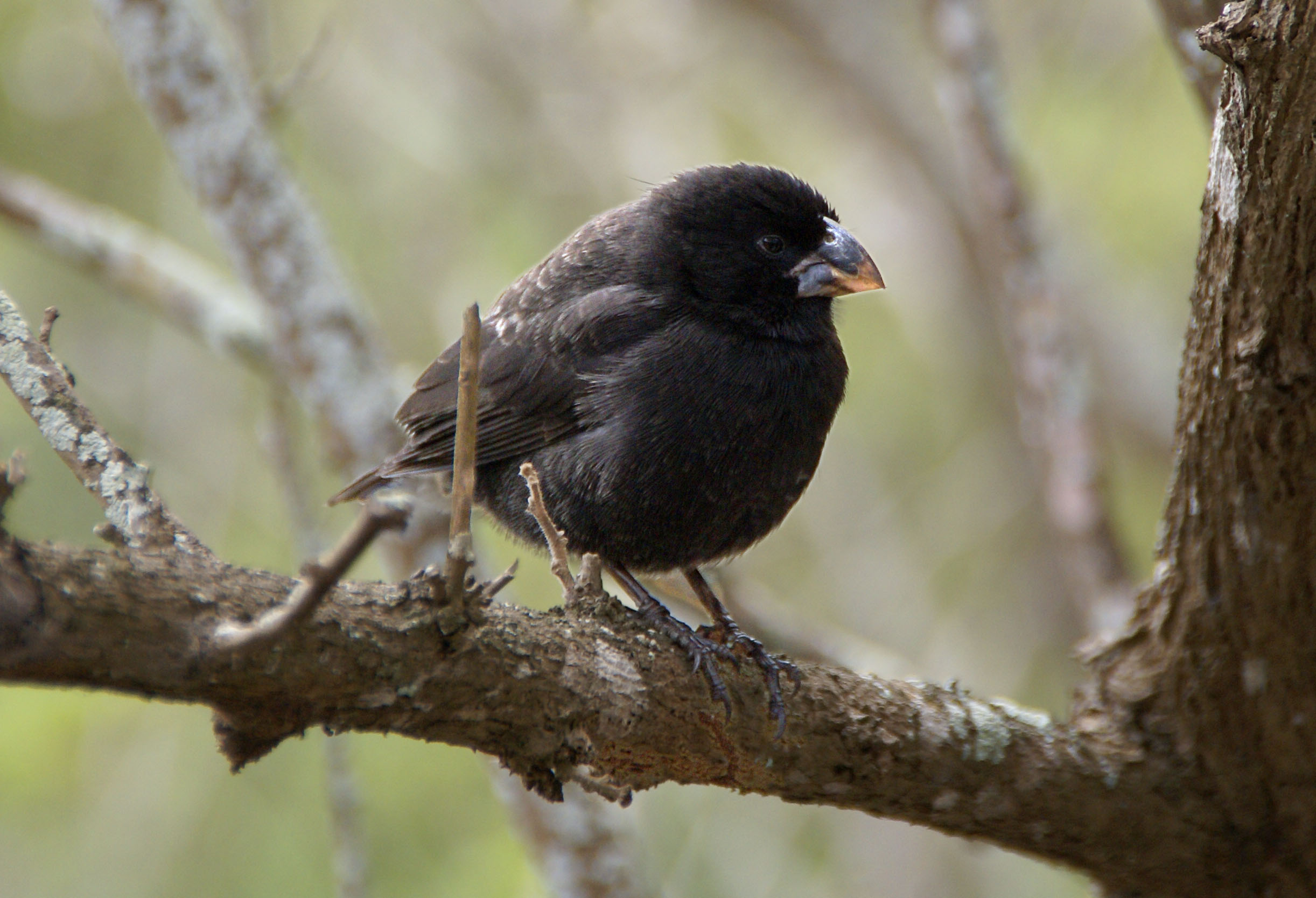
Geospiza fortis

    - Geospiza difficilis septentrionalis: Chim sẻ ma cà rồng

  - Geospiza fortis
  - Geospiza fuliginosa
  - Geospiza magnirostris
  - Geospiza scandens
- Chi Camarhynchus
  - Camarhynchus psittacula
  - Camarhynchus pauper
  - Camarhynchus parvulus
  - Camarhynchus pallidus thỉnh thoảng gọi là Cactospiza
  - Camarhynchus heliobates
- Chi Certhidea
  - Certhidea olivacea
  - Certhidea fusca
- Chi Pinaroloxias
  - Pinaroloxias inornata
- Chi Platyspiza
  - Platyspiza crassirostris: Sẻ ăn chay

## Tình trạng
Hiện nay, sự tồn vong của loài chim đang bị đe dọa bởi ruồi ký sinh. Giống chim sẻ Darwin hiện đang có nguy cơ tuyệt chủng rất cao bởi các loài ruồi ký sinh. nguy cơ biến mất cận kề của chim sẻ Darwin là một lời cảnh báo đối với những loài chim khác, bởi tốc độ sinh sản của ruồi là rất lớn, trung bình quần thể chim trên đảo Santa Cruz đã suy giảm và có nguy cơ tuyệt chủng trong thế kỷ tới